# Rosa 'Alexandre Girault'
'Alexandre Girault' (el nombre del obtentor registrado 'Alexandre Girault'), es un cultivar de rosa moderna de jardín trepador que fue conseguido en Francia en 1907 por el rosalista francés René Barbier.

## Descripción
'Alexandre Girault' es una rosa moderna de jardín de porte trepador, cultivar del grupo Híbrido Wichurana.
El cultivar procede del cruce de Rosa wichuraiana Crép. syn. x 'Papa Gontier'.
Las formas arbustivas del cultivar tienen porte trepador rampante y alcanza de 365 a 790 cm de alto con más de 365 cm de ancho. Las hojas son de color verde oscuro y brillante, con denso follaje.
Sus delicadas flores de color rosa carmín con subtonos rosa salmón, y el centro blanco. Fragancia fuerte frutal a manzanas. Flores medianas de 2.25". Dobles con más de 41 pétalos. Floración en pequeños grupos, en cuartos, forma de la flor plana.
Florece una sola vez en primavera o verano. Si se le cortan las flores secas después florece esporádicamente.

## Origen
El cultivar fue desarrollado en Francia por el prolífico rosalista francés René Barbier en 1907. 'Alexandre Girault' es una rosa híbrida triploide con ascendentes parentales de Rosa wichuraiana Crép. syn. x 'Papa Gontier'.
El obtentor fue registrado bajo el nombre cultivar de 'Alexandre Girault' por René Barbier en 1907 y se le dio el nombre comercial de 'Alexandre Girault'.
También se le reconoce por el sinónimo de 'Alexander Girault'.
La rosa fue conseguida en Francia por René Barbier antes de 1907 e introducida en el mercado francés por "Barbier frères & Cie." en 1907 como 'Alexandre Girault'.
Actualmente hay una casi completa colección de rosales trepadores de Barbier en la Roseraie de l'Haÿ-les Roses, cerca de París.

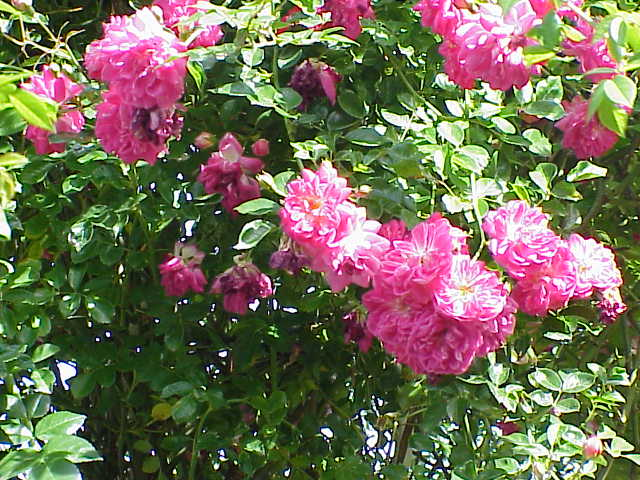
'Alexandre Girault'.
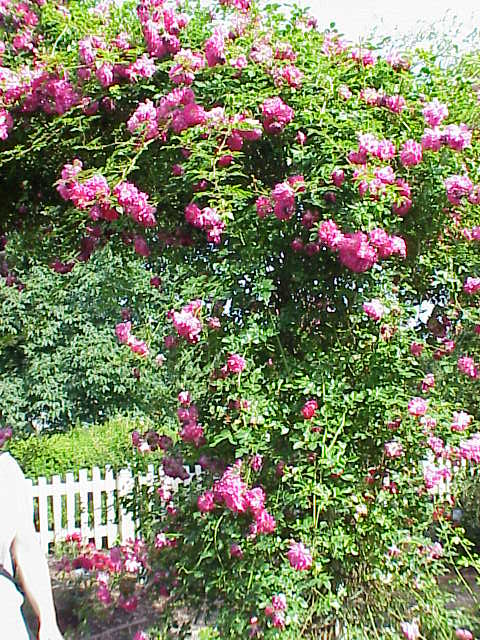
'Alexandre Girault'.

## Cultivo
Aunque las plantas están generalmente libres de enfermedades, es posible que sufran de punto negro en climas más húmedos o en situaciones donde la circulación de aire es limitada.
Las plantas toleran media sombra, a pesar de que se desarrollan mejor a pleno sol. En América del Norte son capaces de ser cultivadas en USDA Hardiness Zones 6b a 9b. La resistencia y la popularidad de la variedad han visto generalizado su uso en cultivos en todo el mundo.
Puede ser utilizado para las flores cortadas o jardín. Vigorosa. En la poda de Primavera es conveniente retirar las cañas viejas y madera muerta o enferma y recortar cañas que se cruzan. En climas más cálidos, recortar las cañas que quedan en alrededor de un tercio. En las zonas más frías, probablemente hay que podar un poco más que eso. Requiere protección contra la congelación de las heladas invernales.